# Buena Vista (Georgia)
Buena Vista es un pueblo ubicado en el condado de Marion en el estado estadounidense de Georgia. En el censo de 2000, su población era de 1.664.

## Demografía
En el 2000 la renta per cápita promedia del hogar era de $17,672, y el ingreso promedio para una familia era de $21,738. El ingreso per cápita para la localidad era de $11,406. Los hombres tenían un ingreso per cápita de $19,306 contra $17,017 para las mujeres.

## Geografía
Buena Vista se encuentra ubicado en las coordenadas 32°19′6″N 84°30′58″O / 32.31833, -84.51611 (32.318301, -84.516035).
Según la Oficina del Censo, la localidad tiene un área total de 8,5 km² (3,3 mi²), de la cual 8,4 km² (3,2 mi²) es tierra y 0,1 km² (0 mi²) (1.1%) es agua.